# Maeve Coughlan
Maeve Coughlan (ur. 9 listopada 1998) – australijska judoczka.
Uczestniczka mistrzostw świata w 2019. Startowała w Pucharze Świata w latach 2013, 2014, 2016-2019 i 2022. Zdobyła cztery srebrne medale mistrzostw Oceanii w latach 2015 - 2018. Mistrzyni Australii w 2016, 2017 i 2019 roku.